# بطولة العالم لسباق الدراجات على الطريق 1954
بطولة العالم لسباق الدراجات على الطريق 1954 هي الدورة ال27 من بطولة العالم لسباق الدراجات على الطريق، أجريت في زولينغن، ألمانيا الغربية.

## برنامج المسابقات
رجال
- سباق الطريق المداري.

سيدات
- سباق الطريق المداري.

## النتائج النهائية
| المسابقة            | ذهبية               | فضية               | برونزية                |
| ------------------- | ------------------- | ------------------ | ---------------------- |
| الرجال              |                     |                    |                        |
| سباق الطريق المداري | ليسون بوبيت (فرنسا) | فريتز شير (سويسرا) | شارلي جاول (لوكسمبورغ) |